# Külső-London
Külső-London (angolul Outer London) azoknak a kerületeknek az összefoglaló neve, melyek körülfogják a város belső részét. 
Ezek olyan területek, melyek nem tartoztak a londoni tanács területéhez, s csak 1965-ben, Nagy-London létrejöttével lettek a főváros kerületei. Az egyetlen kivétel North Woolwich, amit 1965-ben Newhamhez csatoltak.
Jelenleg többféle definíció létezik a városrészek szétválasztására. Ennek legfőbb oka az, hogy Newham és Haringey belső tipusú külső, míg Greenwich külső tipusú belső kerület.
Külső-London pontosan a következő részekből áll: 
- Barking and Dagenham
- Barnet
- Bexley
- Brent
- Bromley
- Croydon
- Ealing
- Enfield
- Haringey
- Harrow
- Havering
- Hillingdon
- Hounslow
- Kingston upon Thames
- Merton
- Newham
- Redbridge
- Richmond upon Thames
- Sutton
- Waltham Forest

## Egyéb definíciók
A Nemzeti Statisztikai Hivatal megfogalmazása szerint ebbe a területbe nem tartozik bele Newham és Harringey, de beletartozik Greenwich. Ez tükröződik a NUTS-besorolásban is. 
1990 és 2000 között Londonnak két telefonos területkódja volt. Eszerint Külső-Londot a fentiektől teljesen eltérő logikával hozták létre. 

## Népessége a történelem folyamán
| 1891. április 5./6.          | 1 083 770 |
| 1901. március 31./április 1. | 1 647 396 |
| 1911. április 2./3.          | 2 162 288 |
| 1921. június 19./20.         | 2 413 978 |
| 1931. április 26./27.        | 3 217 219 |
| 1939. év közepi adat         | 4 250 788 |
| 1951. április 8./9.          | 4 517 588 |
| 1961. április 23./24.        | 4 499 737 |
| 1971. április 25./26.        | 4 420 585 |
| 1981. év közepi adat         | 4 254 900 |
| 1991. év közepi adat         | 4 230 000 |
| 2001. év közepi adat         | 4 463 000 |
| 2003. év közepi adat         | 4 483 300 |
| 2004. év közepi adat         | 4 498 200 |
| 2005. év közepi adat         | 4 532 100 |